# Lecidea mannii
Lecidea mannii är en lavart som beskrevs av Tuck. Lecidea mannii ingår i släktet Lecidea och familjen Lecideaceae.   Inga underarter finns listade i Catalogue of Life.